# Xylocopa minor
Xylocopa minor är en biart som beskrevs av Maidl 1912. Xylocopa minor ingår i släktet snickarbin, och familjen långtungebin. Inga underarter finns listade i Catalogue of Life.